# Bundestagsausschüsse des 4. Deutschen Bundestages
Im Folgenden sind die ständigen Bundestagsausschüsse des 4. Deutschen Bundestages (1961–1965) aufgeführt:
| Ausschuss | Vorsitz                                             | Fraktion | Stellvertreter                                         | Fraktion | Mitglieder |
| --- | --------------------------------------------------- | -------- | ------------------------------------------------------ | -------- | ---------- |
| Ausschuss für Wahlprüfung, Immunität und Geschäftsordnung                                                                   | Heinrich Georg Ritzel                               | SPD      | Stefan Dittrich                                        | CDU/CSU  | 15         |
| Ausschuss für Petitionen | Helene Wessel                                       | SPD      | Friedrich Funk ab 10. Oktober 1963: Josef Spies        | CDU/CSU  | 27         |
| Ausschuss für auswärtige Angelegenheiten                                                                                    | Hermann Kopf                                        | CDU/CSU  | Carlo Schmid                                           | SPD      | 27         |
| Ausschuss für gesamtdeutsche und Berliner Fragen                                                                            | Herbert Wehner                                      | SPD      | Johann Baptist Gradl                                   | CDU/CSU  | 27         |
| Ausschuss für Verteidigung                                                                                                  | Richard Jaeger                                      | CDU/CSU  | Hans Merten ab 15. November 1963: Karl Wienand         | SPD      | 27         |
| Ausschuss für Inneres | Hermann Schmitt-Vockenhausen                        | SPD      | Alois Zimmer                                           | CDU/CSU  | 27         |
| Ausschuss für Wiedergutmachung                                                                                              | Martin Hirsch                                       | SPD      | Franz Böhm                                             | CDU/CSU  | 15         |
| Ausschuss für Kulturpolitik und Publizistik                                                                                 | Berthold Martin                                     | CDU/CSU  | Ulrich Lohmar                                          | SPD      | 27         |
| Ausschuss für Kommunalpolitik und Sozialhilfe                                                                               | Friedrich Wilhelm Willeke                           | CDU/CSU  | Willy Könen                                            | SPD      | 27         |
| Ausschuss für Familien- und Jugendfragen                                                                                    | Linus Memmel                                        | CDU/CSU  | Marta Schanzenbach                                     | SPD      | 23         |
| Ausschuss für Gesundheitswesen                                                                                              | Ludwig Hamm                                         | FDP      | Gerhard Jungmann                                       | CDU/CSU  | 23         |
| Rechtsausschuss | Matthias Hoogen ab 16. Dezember 1964: Hans Wilhelmi | CDU/CSU  | Ewald Bucher ab 17. Januar 1963: Emmy Diemer-Nicolaus  | FDP      | 27         |
| Haushaltsausschuss | Erwin Schoettle                                     | SPD      | Rudolf Vogel ab 5. Mai 1964: Hermann Conring           | CDU/CSU  | 27         |
| Finanzausschuss | Otto Schmidt                                        | CDU/CSU  | Wolfgang Imle                                          | FDP      | 27         |
| Ausschuss für Lastenausgleich                                                                                               | Ernst Kuntscher                                     | CDU/CSU  | Ernst Zühlke                                           | SPD      | 15         |
| Wirtschaftsausschuss | Rolf Dahlgrün ab 9. Januar 1963: Albrecht Aschoff   | FDP      | Peter Wilhelm Brand                                    | CDU/CSU  | 31         |
| Außenhandelsausschuss | Günther Serres                                      | CDU/CSU  | Ernst Keller ab 13. November 1963: Richard Burckardt   | FDP      | 27         |
| Ausschuss für Mittelstandsfragen                                                                                            | Karl Wieninger                                      | CDU/CSU  | Erwin Lange                                            | SPD      | 23         |
| Ausschuss für Ernährung, Landwirtschaft und Forsten                                                                         | Bernhard Bauknecht                                  | CDU/CSU  | R. Martin Schmidt                                      | SPD      | 27         |
| Ausschuss für Sozialpolitik                                                                                                 | Ernst Schellenberg                                  | SPD      | Peter Horn                                             | CDU/CSU  | 27         |
| Ausschuss für Arbeit | Heinrich Scheppmann                                 | CDU/CSU  | Walter Behrendt                                        | SPD      | 27         |
| Ausschuss für Kriegsopfer- und Heimkehrerfragen                                                                             | Helmut Bazille                                      | SPD      | Maria Probst                                           | CDU/CSU  | 23         |
| Ausschuss für Verkehr, Post- und Fernmeldewesen                                                                             | Paul Bleiß                                          | SPD      | Ernst Müller-Hermann                                   | CDU/CSU  | 27         |
| Ausschuss für Wohnungswesen, Bau- und Bodenrecht ab 19. Januar 1962: Ausschuss für Wohnungswesen, Städtebau und Raumordnung | Carl Hesberg                                        | CDU/CSU  | Julius Brecht ab 14. November 1962: Werner Jacobi      | SPD      | 27         |
| Ausschuss für Heimatvertriebene                                                                                             | Reinhold Rehs                                       | SPD      | Hans Krüger ab 12. Dezember 1963: Friedrich-Karl Storm | CDU/CSU  | 23         |
| Ausschuss für Atomkernenergie und Wasserwirtschaft                                                                          | Karl Bechert                                        | SPD      | Ingeborg Geisendörfer                                  | CDU/CSU  | 27         |
| Ausschuss für Entwicklungshilfe                                                                                             | Robert Margulies ab 20. Juni 1962: Karl Atzenroth   | FDP      | Gerhard Fritz ab 23. April 1964: Rudolf Werner         | CDU/CSU  | 27         |
| Ausschuss für wirtschaftlichen Besitz des Bundes                                                                            | Hans Katzer                                         | CDU/CSU  | Hans-Jürgen Junghans                                   | SPD      | 23         |